# Прапор Ничипорівки

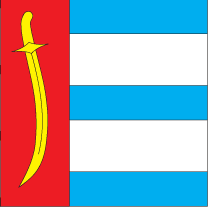
Прапор Ничипорівки

Прапор Ничипорівки — символ населених пунктів Ничипорівської сільської ради Яготинського району Київської області (Україна): Ничипорівки і Трубівщини. Прапор затверджений сесією сільської ради (автор — О. Желіба).

## Опис
Біле квадратне полотнище (співвідношення 1:1) із однією червоною вертикальною смугою (1/3 ширини), обтяженою жовтою козацькою шаблею вістрям донизу та трьома горизонтальними синіми смугами (1/6 ширини) із країв та посередині прапора. Корогва має вертикальне та горизонтальне кріплення.

## Трактування
- Шабля — символ козацького населення села;
- сині стрічки — символ річок краю.